# Puntoticket
PuntoTicket es una compañía de ventas y de distribución de entradas fundada en Santiago de Chile, con operaciones en Chile y Perú. Fue una de las primeras compañías en vender entradas a través de Internet en Chile, comenzando a ofrecer este tipo de servicio ya en 2006, con la venta de las entradas del concierto de U2 en Santiago, siendo en su momento la empresa ticketera más grande de Chile, tanto en volumen de conciertos, como en número de tickets vendidos.

## Historia
Típicamente, los clientes de PuntoTicket (productoras de eventos) controlan sus acontecimientos y PuntoTicket actúa simplemente como agente, vendiendo las entradas que los clientes ponen a su disposición. 
PuntoTicket vende entradas de distintos tipos de eventos: conciertos, obras de teatro, exposiciones, eventos culturales, eventos profesionales, deportes y más. El principal canal de venta de la empresa es el canal virtual, tanto web como móvil, canales con los que vende más de dos millones de entradas cada año.
PuntoTicket ofrece su servicio de venta de entradas a través de su página web, en las tiendas Hites, en los cines Cinemark y en las boleterías de varios teatros tales como Teatro Oriente, Teatros Mori, entre otros.
Ya en 2011 la venta en línea representaba un gran porcentaje (45%) del total de sus ventas.
En noviembre de 2016 se filtra la noticia de la adquisición, por parte de PuntoTicket de la empresa Teleticket, principal empresa de venta de entradas en el mercado peruano. PuntoTicket habría pagado alrededor de 5 millones de dólares a Cencosud, holding dueño de la empresa peruana, para convertirse en el propietario del 100% de las acciones de Teleticket.

## Acuerdos comerciales
Con los años, PuntoTicket ha logrado negociar acuerdos exclusivos con lugares donde se realizan eventos, por lo cual hoy es la ticketera oficial de Movistar Arena, Teatro Oriente, Teatro Cariola y más. Además, vende en exclusiva entradas de la Selección de fútbol de Chile, de los partidos de Colo-Colo Club Deportivo Universidad Católica (fútbol) y de los principales festivales de música que se realizan en Chile, como Lollapalooza Chile, Festival Internacional de la Canción de Viña del Mar, Festival Primavera Fauna y Frontera Festival.